# Dimos Agathonisi
Dimos Agathonisi (Agathonisi) är en kommun i Grekland.   Den ligger i prefekturen Nomós Dodekanísou och regionen Sydegeiska öarna, i den östra delen av landet, 290 km öster om huvudstaden Aten. Antalet invånare är 152. Dimos Agathonisi ligger på ön Nisída Agathonísion.